# Beauftragter für Biologische Sicherheit
Beauftragter für Biologische Sicherheit ist eine Funktion, die in einem Labor die Einhaltung des Gentechnikgesetzes (GenTG), der Gentechnischen Sicherheitsverordnung (GenTSV) und der Biostoffverordnung (BioStoffV) sicherzustellen hat.
Als Beauftragter für Biologische Sicherheit muss man entsprechende Ausbildungsnachweise vorlegen und bei der zuständigen Überwachungsbehörde von der Laborleitung namentlich benannt werden.